# Padrões moleculares associados a patógenos
Padrões moleculares associados a patógenos ou PMAPs (do inglês Pathogen-associated molecular pattern ou PAMPs) são padrões de moléculas reconhecidas pelas células do sistema imune inato como sinal de invasão por um grupo de agentes patogênicos. São reconhecidos por um receptor tipo Toll (TLR) ou outro receptor de reconhecimento de padrões (PRRs) tanto em animais como em plantas.

## Terminologia
O termo "PAMP" tem sido criticada com o argumento de que a maioria dos micróbios, não apenas os agentes patogênicos, expressam as moléculas detectadas de modo que um termo mais correto seria "padrão molecular associada a micróbios" ou PMAM.

## Receptores de PAMPs
| Receptor | Padrões moleculares associados a patógenos           | Fonte do PAMP                     | Adaptador(es)       | Localização do receptor | Tipos de células                                                                                         |
| -------- | ---------------------------------------------------- | --------------------------------- | ------------------- | ----------------------- | --- |
| TLR 1    | lipopeptideos tri-acis                               | bactérias                         | MyD88/MAL           | superfície celular      | - monócitos/macrófagos - certas células dendríticas - linfócitos B                                       |
| TLR 2    | glicolípidos                                         | bactérias                         | MyD88/MAL           | superfície celular      | - monócitos/macrófagos - células dendríticas mieloides - mastócitos                                      |
| TLR 2    | lipo peptídeos múltiplos                             | bactérias                         | MyD88/MAL           | superfície celular      | - monócitos/macrófagos - células dendríticas mieloides - mastócitos                                      |
| TLR 2    | lipoproteínas múltiplos                              | bactérias                         | MyD88/MAL           | superfície celular      | - monócitos/macrófagos - células dendríticas mieloides - mastócitos                                      |
| TLR 2    | ácido lipoteicóico                                   | bactérias Gram-positivas          | MyD88/MAL           | superfície celular      | - monócitos/macrófagos - células dendríticas mieloides - mastócitos                                      |
| TLR 2    | HSP70                                                | células do hospedeiro             | MyD88/MAL           | superfície celular      | - monócitos/macrófagos - células dendríticas mieloides - mastócitos                                      |
| TLR 2    | zymosan (um Betaglucano)                             | fungos                            | MyD88/MAL           | superfície celular      | - monócitos/macrófagos - células dendríticas mieloides - mastócitos                                      |
| TLR 2    | vários outros                                        |                                   | MyD88/MAL           | superfície celular      | - monócitos/macrófagos - células dendríticas mieloides - mastócitos                                      |
| TLR 3    | RNA de dupla cadeia                                  | vírus                             | TRIF                | compartimento celular   | - células dendríticas - linfócitos B                                                                     |
| TLR 4    | lipopolissacarídeos (LPS)                            | bactérias Gram-negativas          | MyD88/MAL/TRIF/TRAM | superfície celular      | - monócitos/macrófagos - células dendríticas mieloides - mastócitos - linfócitos B - epitélio intestinal |
| TLR 4    | proteína de choque térmico                           | bactérias e células do hospedeiro | MyD88/MAL/TRIF/TRAM | superfície celular      | - monócitos/macrófagos - células dendríticas mieloides - mastócitos - linfócitos B - epitélio intestinal |
| TLR 4    | fibrinogênio                                         | células de hospedeiro             | MyD88/MAL/TRIF/TRAM | superfície celular      | - monócitos/macrófagos - células dendríticas mieloides - mastócitos - linfócitos B - epitélio intestinal |
| TLR 4    | Vírus Coxsackie                                      | Vírus coxsackie                   | MyD88/MAL/TRIF/TRAM | superfície celular      | - monócitos/macrófagos - células dendríticas mieloides - mastócitos - linfócitos B - epitélio intestinal |
| TLR 4    | fragmentos de sulfato de heparan                     | células do hospedeiro             | MyD88/MAL/TRIF/TRAM | superfície celular      | - monócitos/macrófagos - células dendríticas mieloides - mastócitos - linfócitos B - epitélio intestinal |
| TLR 4    | fragmentos de ácido hialurônico                      | células do hospedeiro             | MyD88/MAL/TRIF/TRAM | superfície celular      | - monócitos/macrófagos - células dendríticas mieloides - mastócitos - linfócitos B - epitélio intestinal |
| TLR 4    | níquel                                               |                                   | MyD88/MAL/TRIF/TRAM | superfície celular      | - monócitos/macrófagos - células dendríticas mieloides - mastócitos - linfócitos B - epitélio intestinal |
| TLR 4    | vários opioides                                      |                                   | MyD88/MAL/TRIF/TRAM | superfície celular      | - monócitos/macrófagos - células dendríticas mieloides - mastócitos - linfócitos B - epitélio intestinal |
| TLR 5    | flagelina                                            | bactérias flageladas              | MyD88               | superfície celular      | - monócitos/macrófagos - certas células dendríticas - epitélio intestinal                                |
| TLR 6    | lipopeptídeos di-acil                                | Micoplasma                        | MyD88/MAL           | superfície celular      | - monócitos/macrófagos - mastócitos - linfócitos B                                                       |
| TLR 7    | imidazoquinolina                                     | compostos sintéticos pequenos     | MyD88               | compartimento celular   | - monócitos/macrófagos - células dendríticas plasmocitoides - linfócitos B                               |
| TLR 7    | loxoribina (um análogo da guanosina)                 | compostos sintéticos pequenos     | MyD88               | compartimento celular   | - monócitos/macrófagos - células dendríticas plasmocitoides - linfócitos B                               |
| TLR 7    | bropirimina                                          | compostos sintéticos pequenos     | MyD88               | compartimento celular   | - monócitos/macrófagos - células dendríticas plasmocitoides - linfócitos B                               |
| TLR 7    | RNA de cadeia simples                                | vírus                             | MyD88               | compartimento celular   | - monócitos/macrófagos - células dendríticas plasmocitoides - linfócitos B                               |
| TLR 8    | compostos sintéticos pequenos; RNA de cadeia simples | vírus                             | MyD88               | compartimento celular   | - monócitos/macrófagos - certas células dendríticas - mastócitos                                         |
| TLR 9    | DNA bacteriano (oligonucleotídio CpG não-metilado)   | bactérias                         | MyD88               | compartimento celular   | - monócitos/macrófagos - células dendríticas plasmocitoides - linfócitos B                               |
| TLR 10   | desconhecido                                         | desconhecido                      | MyD88               | superfície celular      | - monócitos                                                                                              |
| TLR 11   | Ácido hialurônico                                    | Toxoplasma gondii                 | MyD88               | compartimento celular   | - monócitos/macrófagos - células do fígado - rins - epitélio da bexiga                                   |
| TLR 12   | desconhecido                                         |                                   | desconhecido        | ?                       | - neurônios                                                                                              |
| TLR 13   | desconhecido                                         | vírus                             | MyD88, TAK-1        | compartimento celular   | |